# Vector Automotive

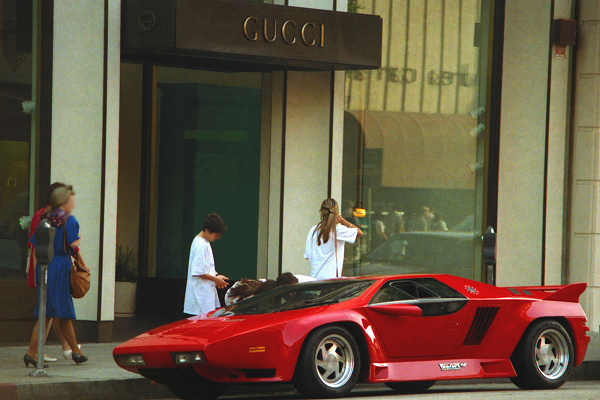
Vector W8

Vector Automotive is een Amerikaanse fabrikant van sportauto's, die in 1976 werd opgericht door Gerald Wiegert (CEO) en Bob Brainer, alsmede de stille vennoot (begin 90er jaren) Ralph van Buuren (die besprekingen met Philips Car Stereo heeft gevoerd waarbij vernomen dat Philips na een ruzie de sponsoring met het Ferrari F1 team heeft verbroken en daarna definitief met Ferrari/sponsoring is gestopt) 
Het bedrijf ging in 1999 failliet na een afgeketste deal met Philips Car Stereo in Duitsland, waarbij Vector Automotive een auto zou leveren voor het Formule 1-raceseizoen, vol hoogwaardige technologie. Er werden in totaal 19 modellen W8 en 14 modellen M12 afgeleverd. De auto's van dit merk zijn verzamelobjecten met een waarde van circa 450.000 euro; de originele prijs kon oplopen tot 458.000 dollar. Tennisser Andre Agassi was eigenaar van de Vector W8. De Vector W8 figureerde in de film Rising Sun uit 1993 met filmsterren als Sean Connery en Wesley Snipes.

## Vector W8
De Vector W8 werd geïntroduceerd in 1990. Men gebruikte veel techniek (head-up display, voorruitprojectie) uit de luchtvaartindustrie (met name de F-16). De motortechniek, met de Garrett-turbo's (opschroefbare turbodruk tot 2,1 bar), waren revolutionair in die periode voor een productieauto. De Vector W8 was de enige auto in de jaren 90 met een digitale cockpit (dashboard) gebaseerd uit de luchtvaart techniek met een 3 speed automaat van GM met standaard 660pk opschroefbaar naar 1180pk met 8900rpm wat ruimschoots een topsnelheid bereikte van ver boven de 355 km/u (wat in de jaren 90 ongekend hoog was, wat nu hedendaags vergelijkbaar is met Koenigsegg en Bugatti.)

## Vector M12
De Vector M12 werd geïntroduceerd in 1996. De auto was gebaseerd op de WX-3 en werd aangedreven door een aangepaste Lamborghini V12-motor. Sommige andere zaken waren ook door Lamborghini gemaakt, waardoor de essentiële Amerikaanse karakteristieken niet op de M12 werden overgedragen. De productie begon in 1996 in Jacksonville. Twee modellen werden gemaakt voor de North American International Auto Show in Florida.

## Vector WX8
Na het faillissement deed het gerucht de ronde dat Wiegert aan een nieuwe auto bezig was om Vector nieuw leven in te blazen, de WX8. Op 16 augustus, op de Concorso Italiano, kwam Wiegert met het prototype V-8 Avtech en hij bevestigde dat hij een nieuw prototype aan het maken was.
Op de LA Motorshow presenteerde Wiegert het prototype van de WX8, een auto aangedreven met een aluminium 10l V8 supercharged-motor, die 1850 pk (1380 kW) zou leveren. De topsnelheid zou rond de 440 km/h liggen, en hij zou dus sneller dan de Bugatti Veyron zijn.

## Galerij

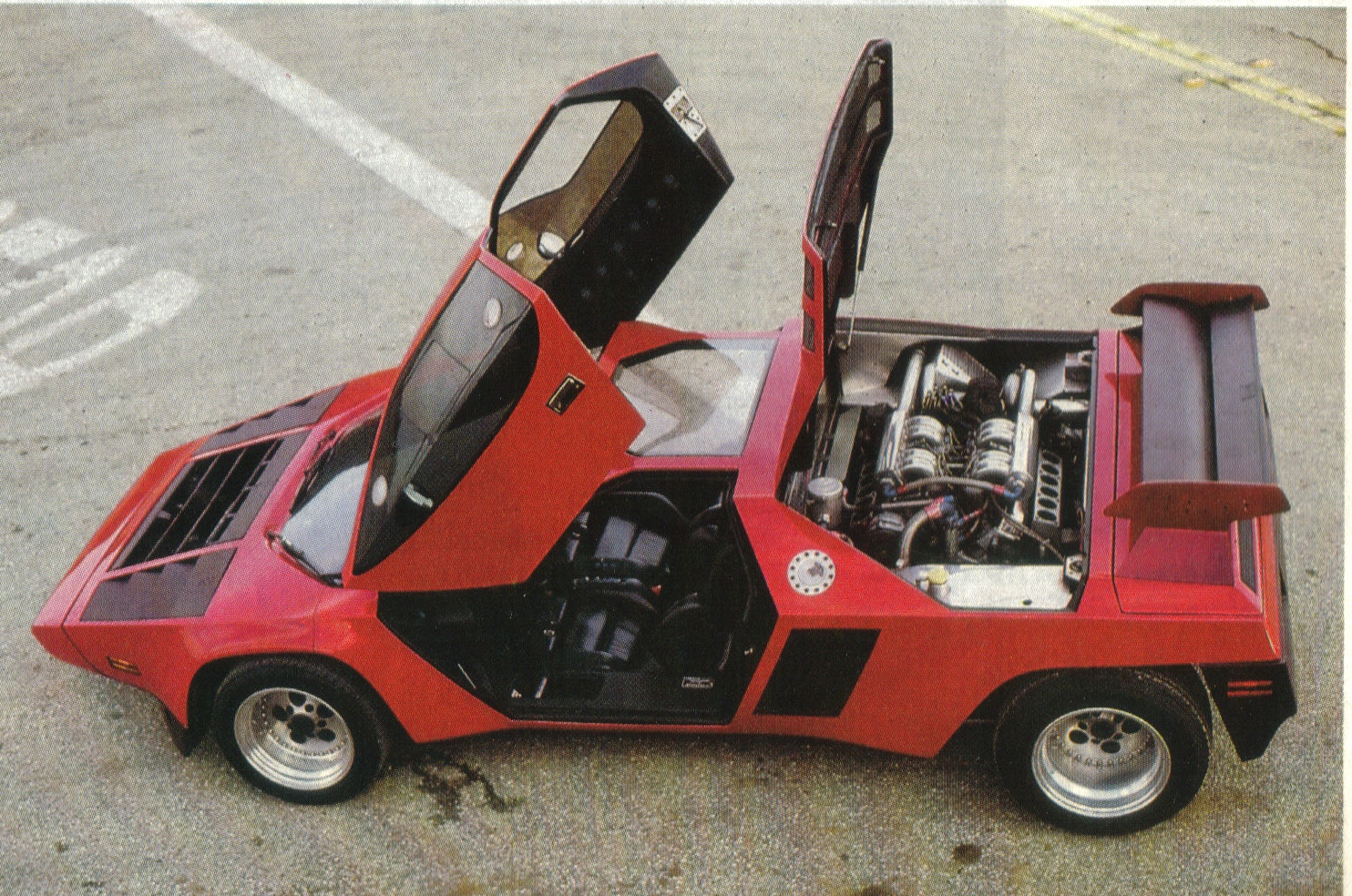
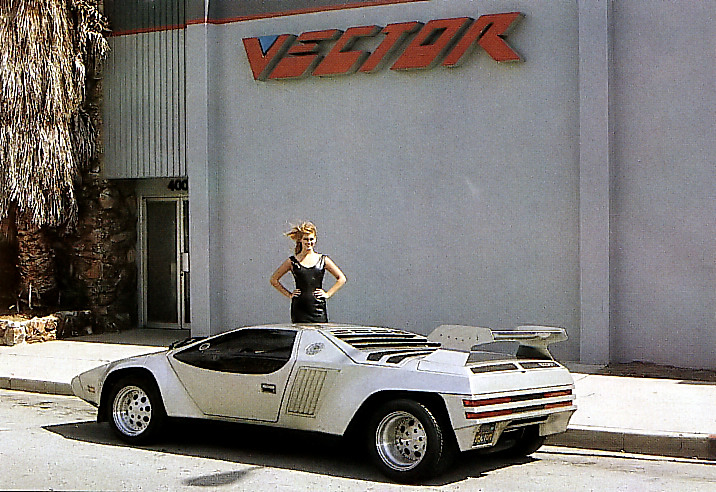
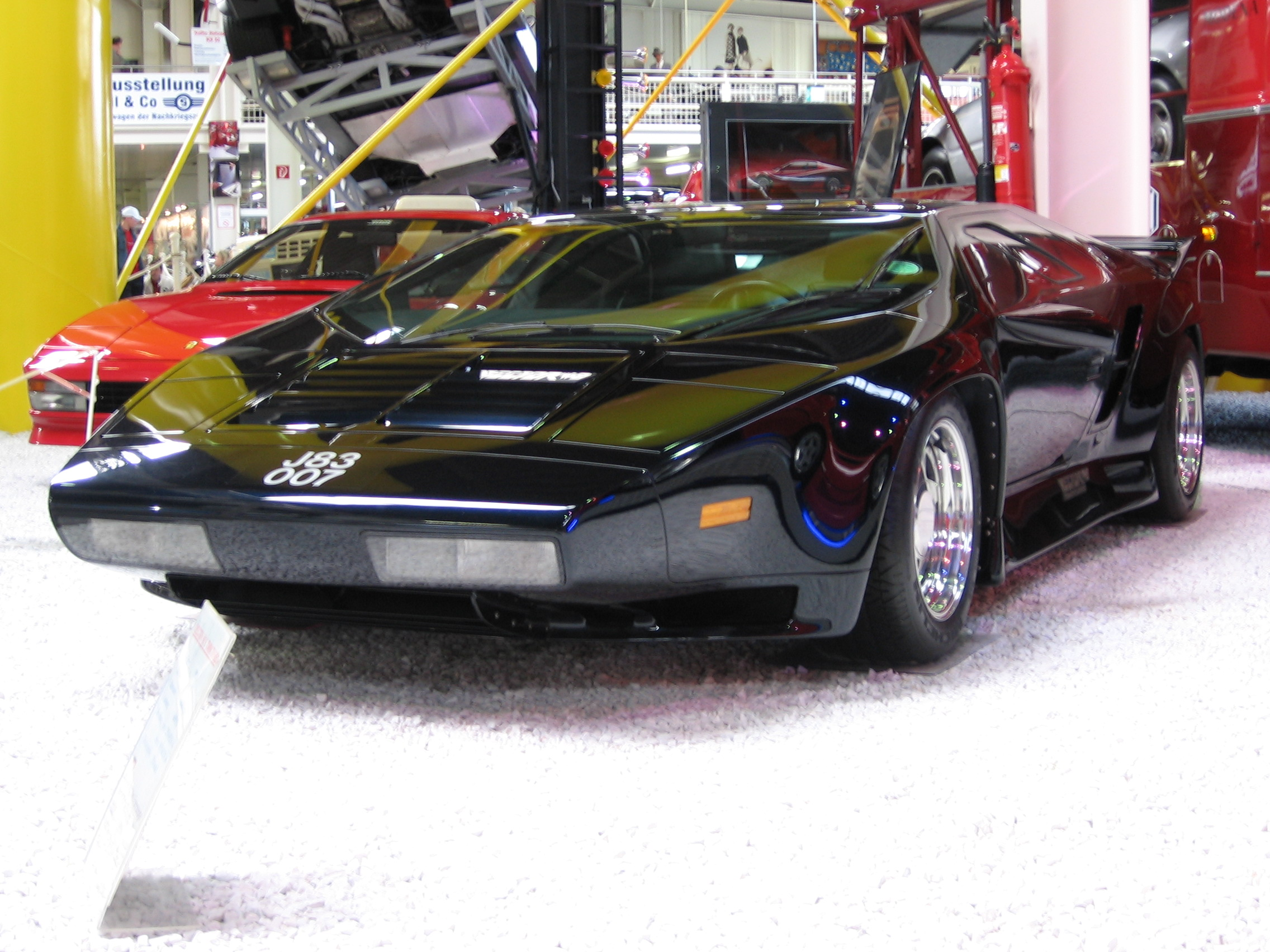
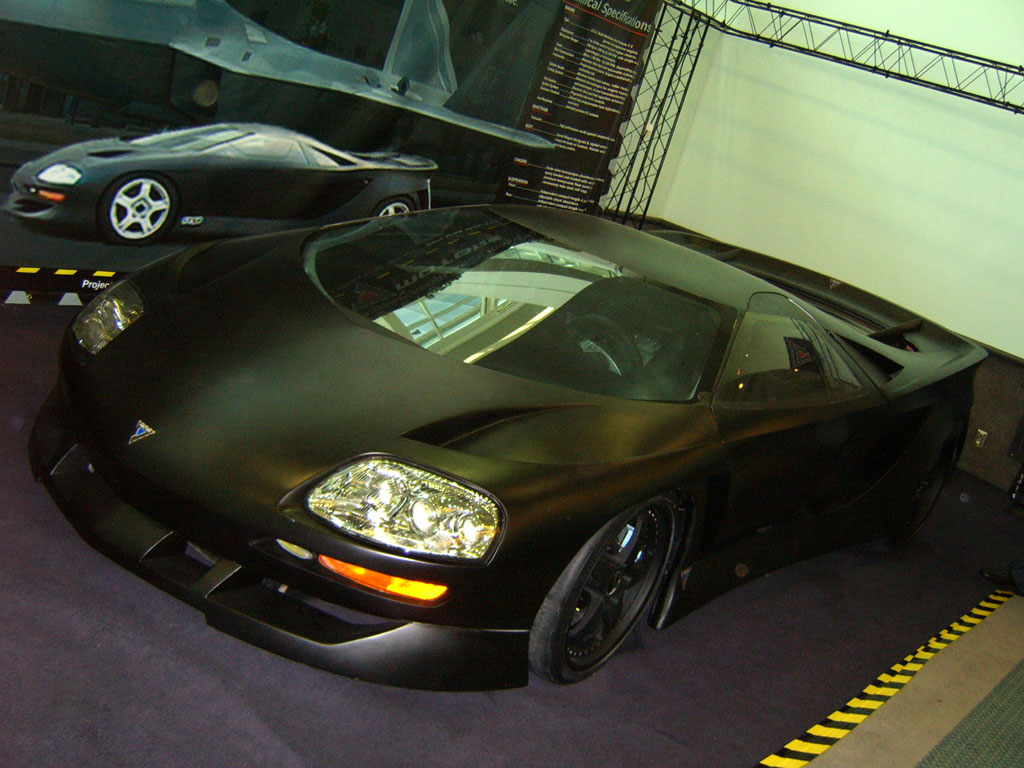
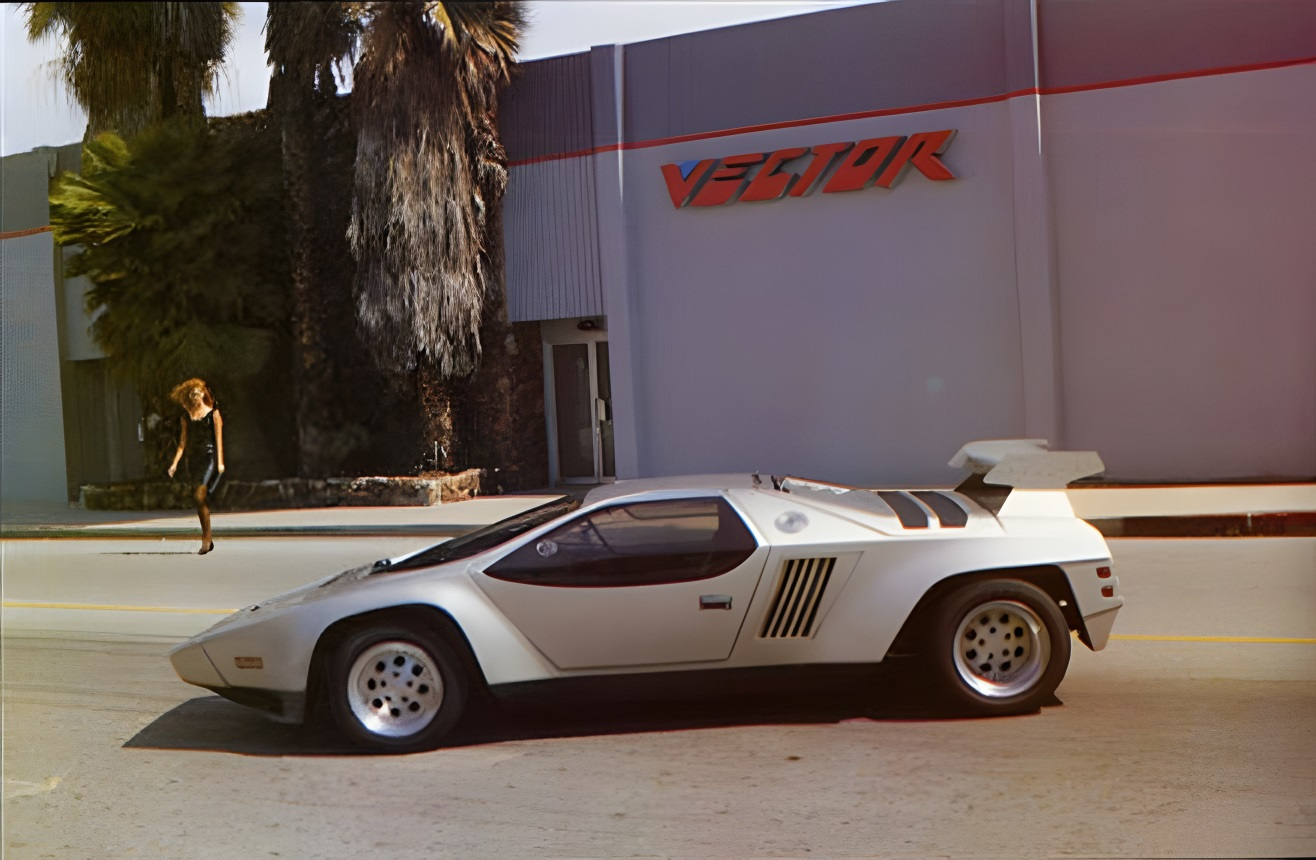
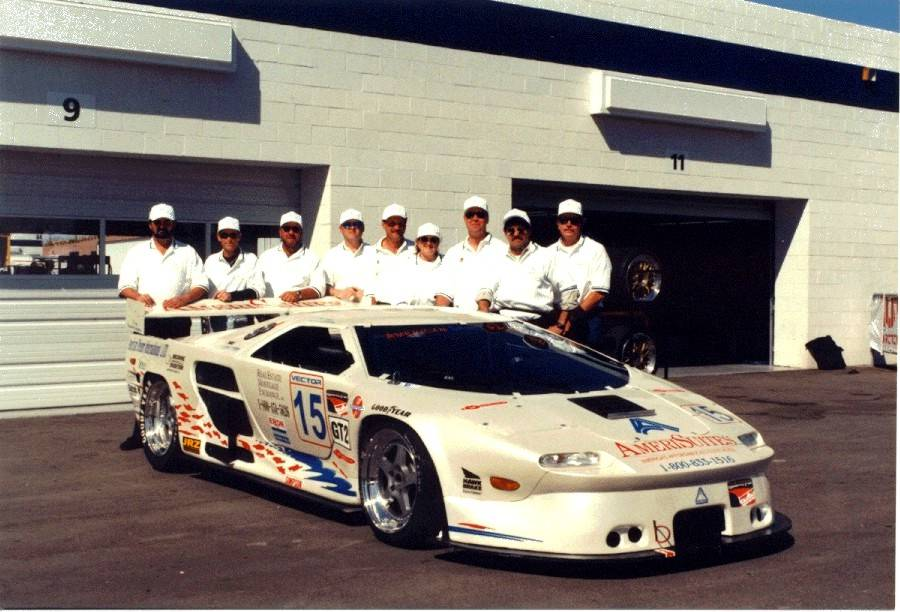
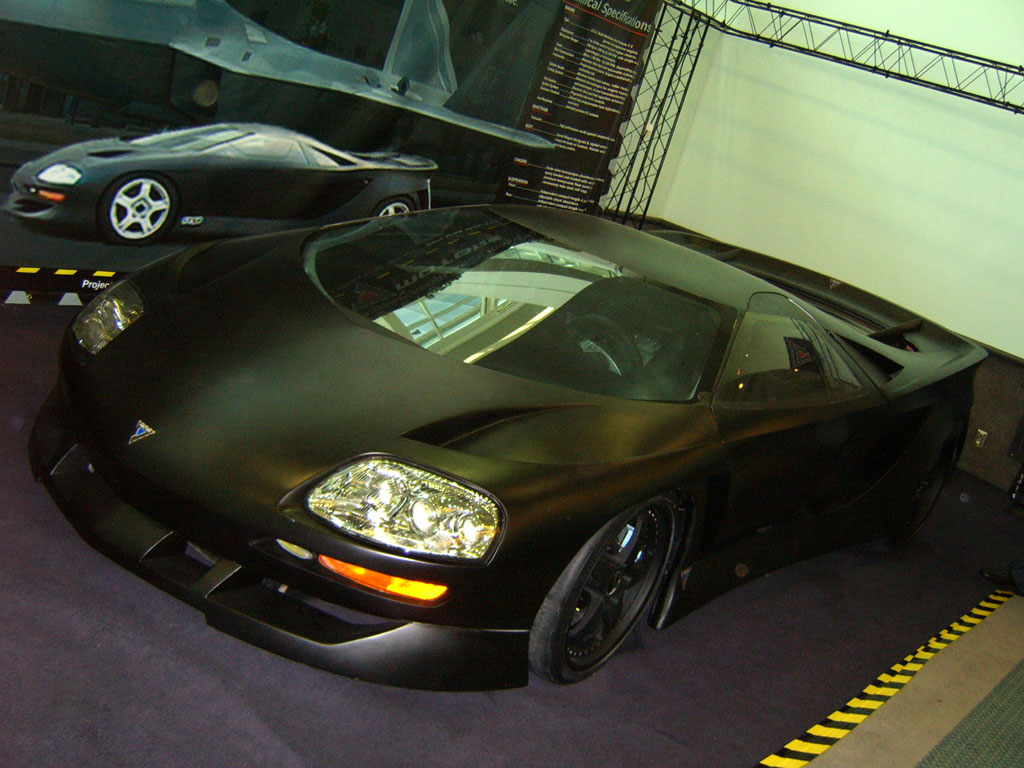
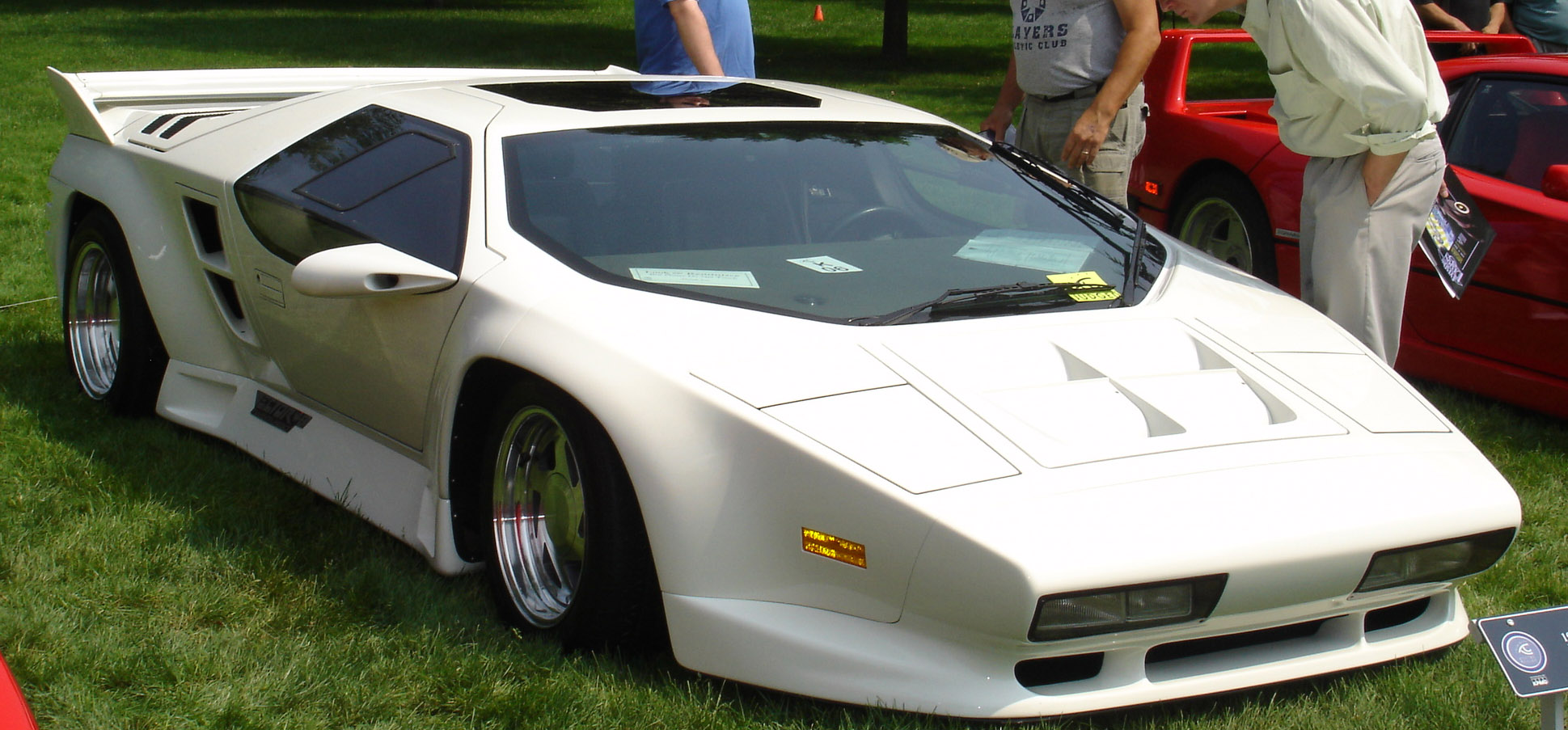
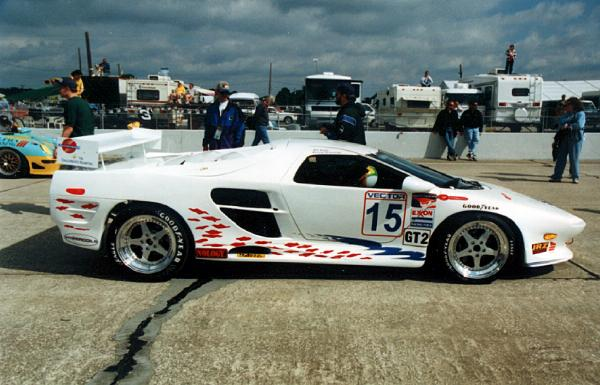